# Кооперативно движение в България
Кооперативното движение в България се заражда в края на 19 век.

## История на кооперативното движение
Според официалния сайт на Централния кооперативен съюз, първата българска кооперация е създадена на 26 октомври 1890 г. в с. Мирково, Софийска област – „Мирковско заемодавно, спестовно и земеделческо дружество „Орало“.